# Nedre Lomsjön
Nedre Lomsjön är en sjö i Ljusdals kommun i Hälsingland och ingår i Ljusnans huvudavrinningsområde. Sjön har en area på 0,203 kvadratkilometer och ligger 235,3 meter över havet. Sjön avvattnas av vattendraget Loån (Hyttån).

## Delavrinningsområde
Nedre Lomsjön ingår i det delavrinningsområde (683249-147032) som SMHI kallar för Utloppet av Nedre Lomsjön. Medelhöjden är 330 meter över havet och ytan är 6,41 kvadratkilometer. Räknas de 52 avrinningsområdena uppströms in blir den ackumulerade arean 375,1 kvadratkilometer. Loån (Hyttån) som avvattnar avrinningsområdet har biflödesordning 3, vilket innebär att vattnet flödar genom totalt 3 vattendrag innan det når havet efter 161 kilometer. Avrinningsområdet består mestadels av skog (87 procent). Avrinningsområdet har 0,2 kvadratkilometer vattenytor vilket ger det en sjöprocent på 3,1 procent.